# Liming (sockenhuvudort i Kina, Heilongjiang Sheng, lat 47,13, long 125,01)
Liming (kinesiska: 黎明, 黎明乡) är en sockenhuvudort i Kina. Den ligger i provinsen Heilongjiang, i den nordöstra delen av landet, omkring 200 kilometer nordväst om provinshuvudstaden Harbin. Antalet invånare är 26 242. Befolkningen består av 12 852 kvinnor och 13 390 män. Barn under 15 år utgör 14,0 %, vuxna 15-64 år 79 %, och äldre över 65 år 6,0 %.
Runt Liming är det ganska tätbefolkat, med 62 invånare per kvadratkilometer. Liming är det största samhället i trakten. Trakten runt Liming består till största delen av jordbruksmark.
Genomsnittlig årsnederbörd är 823 millimeter. Den regnigaste månaden är juli, med i genomsnitt 261 mm nederbörd, och den torraste är januari, med 6 mm nederbörd.